# قطعنامه ۳۰۴ شورای امنیت
قطعنامه  ۳۰۴ شورای امنیت سازمان ملل متحد که در تاریخ ۰۸ دسامبر ۱۹۷۱ تصویب شد، سندی بین‌المللی دربارهٔ پذیرش اعضای جدید سازمان ملل متحد: امارات متحده عربی است. این قطعنامه طی نشست ۱٬۶۰۹ام 
با ۱۵ موافق،۰ مخالف و۰ ممتنع تصویب شد.